# Złota Kopuła
Złota Kopuła (ang.  Golden Dome) – proponowany system obronny Stanów Zjednoczonych, którego celem jest przeciwdziałanie zagrożeniu ze strony pocisków balistycznych, hipersonicznych i manewrujących dla kontynentalnej części Stanów Zjednoczonych.

## Historia
27 stycznia 2025 roku prezydent Stanów Zjednoczonych Donald Trump podpisał rozporządzenie nakazujące Siłom Zbrojnym Stanów Zjednoczonych zbudowanie systemu obrony przeciwrakietowej. Pomysł ten porównywano do poprzedniej koncepcji Brilliant Pebbles jak i izraelskiego systemu obronnego Żelazna Kopuła, tureckiego systemu Stalowa Kopuła, jak i Inicjatywy Obrony Strategicznej zaproponowanej przez Ronalda Reagana w 1983 roku.

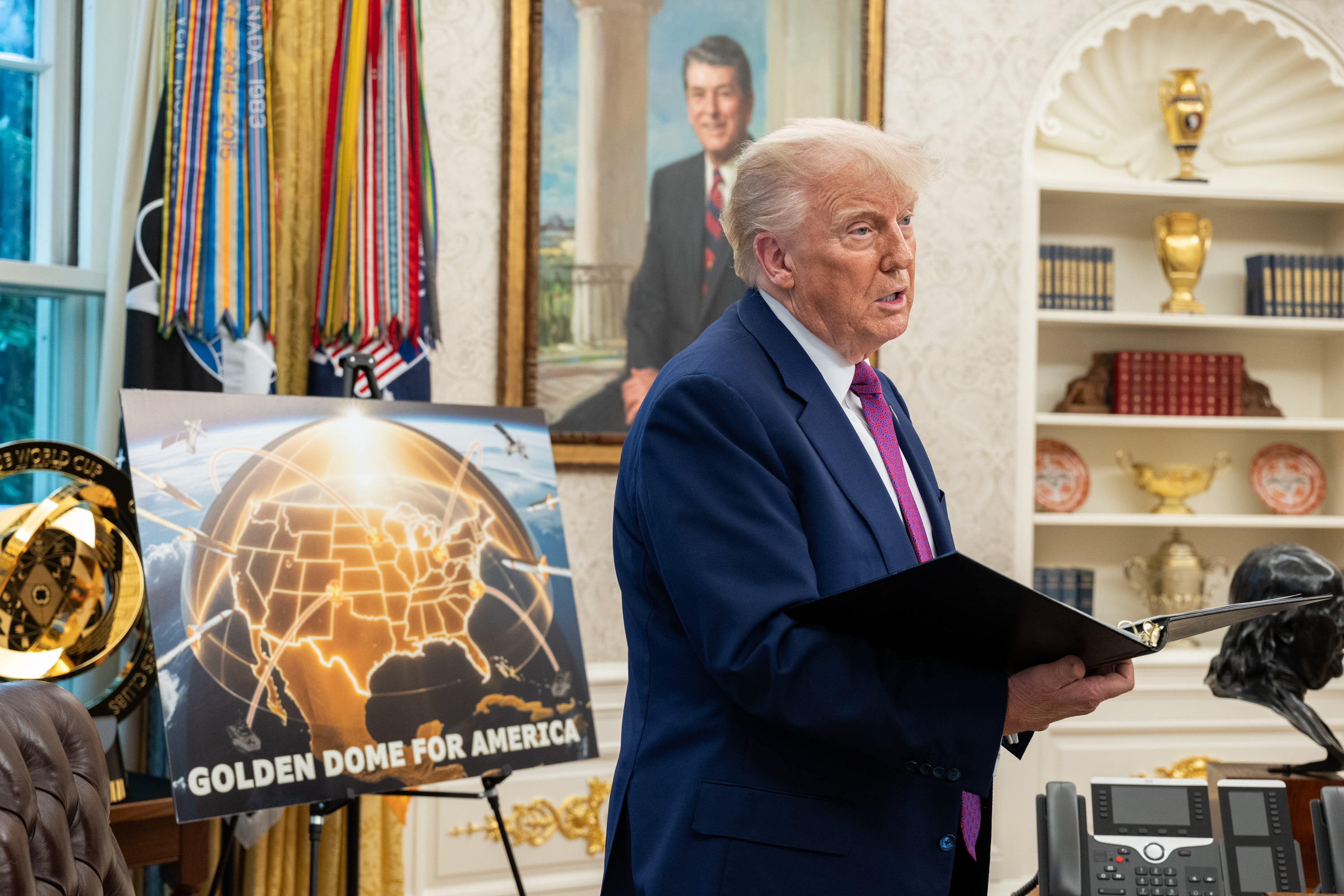
Prezydent Donald Trump w Gabinecie Owalnym ogłaszający program Złotej Kopuły 20 maja 2025 roku.

20 maja 2025 roku prezydent USA Donald Trump ogłosił plany nowego, kosmicznego systemu obrony przeciwrakietowej o nazwie Złota Kopuła. System ten, mający chronić Stany Zjednoczone przed zagrożeniami ze strony rakiet dalekiego zasięgu i hipersonicznych, czerpie inspirację z Żelaznej Kopuły, ale ma znacznie większe możliwości.
Trump oświadczył, że projekt zostanie ukończony w ciągu trzech lat i będzie kosztował około 175 miliardów dolarów. Na czele tej inicjatywy stanął generał Michael A. Guetlein z Sił Kosmicznych Stanów Zjednoczonych.

## Realizacja
SpaceX nawiązało współpracę z firmą Palantir Technologies i producentem dronów Anduril w celu opracowania planów kluczowych komponentów Złotej Kopuły, czyli konstelacji satelitów kosztującej 6–10 mld USD, które byłyby w stanie wykryć rakiety, śledzić je i ocenić czy dana rakieta leci w kierunku Stanów. SpaceX w latach 2021–2025 wystrzelił setki satelitów używanych do wywiadu w ramach SpaceX Starshield.
Lockheed Martin również wyraża chęć realizacji tego programu.

## Krytyka
Pomysł był krytykowany pod względem możliwości technicznych. Aby zestrzelić pojedynczą rakietę balistyczną, potrzeba ok. 950 rakiet przechwytujących co oznacza ok. 10 tys. rakiet przechwytujących na wystrzelone 10 rakiet przeciwnika.
Spacex, Palantir i Anduril proponują wdrożenie ok. 400–1000 satelitów obserwacyjnych wraz z około 200 satelitami uzbrojonymi w rakiety i broń laserową aby pokryć teren Stanów Zjednoczonych, co według Sił Kosmicznych Stanów Zjednoczonych może kosztować ponad 542 mld USD w ciągu 20 lat.